# Aretha Franklins diskografi
Denna diskografi innehåller sångaren Aretha Franklins album och singlar.

## Album

### Studioalbum
| År                                                                                       | Album                                                | Listpositioner | Listpositioner | Listpositioner | USA certifikat | Skivbolag       |
| År                                                                                       | Album                                                | USA            | US R&B         | UK             | USA certifikat | Skivbolag       |
| ---------------------------------------------------------------------------------------- | ---------------------------------------------------- | -------------- | -------------- | -------------- | -------------- | --------------- |
| 1956                                                                                     | Songs of Faith                                       | —              | —              | —              | —              | JVB/Battle      |
| 1961                                                                                     | Aretha: With The Ray Bryant Combo                    | —              | —              | —              | —              | Columbia        |
| 1962                                                                                     | The Electrifying Aretha Franklin                     | —              | —              | —              | —              | Columbia        |
| 1962                                                                                     | The Tender, the Moving, the Swinging Aretha Franklin | 69             | —              | —              | —              | Columbia        |
| 1963                                                                                     | Laughing on the Outside                              | —              | —              | —              | —              | Columbia        |
| 1964                                                                                     | Unforgettable: A Tribute to Dinah Washington         | —              | —              | —              | —              | Columbia        |
| 1964                                                                                     | Runnin' Out of Fools                                 | 84             | 9              | —              | —              | Columbia        |
| 1965                                                                                     | Yeah!!!                                              | 101            | 8              | —              | —              | Columbia        |
| 1966                                                                                     | Soul Sister                                          | 132            | 8              | —              | —              | Columbia        |
| 1967                                                                                     | Take It Like You Give It                             | —              | —              | —              | —              | Columbia        |
| 1967                                                                                     | I Never Loved a Man the Way I Love You               | 2              | 1              | 36             | Platinum       | Atlantic        |
| 1967                                                                                     | Aretha Arrives                                       | 5              | 1              | —              | —              | Atlantic        |
| 1967                                                                                     | Take a Look                                          | 173            | 22             | —              | —              | Columbia        |
| 1968                                                                                     | Lady Soul                                            | 2              | 1              | 25             | Platinum       | Atlantic        |
| 1968                                                                                     | Aretha Now                                           | 3              | 1              | 6              | Platinum       | Atlantic        |
| 1969                                                                                     | Soul '69                                             | 15             | 1              | —              | —              | Atlantic        |
| 1969                                                                                     | Soft and Beautiful                                   | —              | 29             | —              | —              | Columbia        |
| 1970                                                                                     | This Girl's in Love with You                         | 17             | 2              | —              | —              | Atlantic        |
| 1970                                                                                     | Spirit in the Dark                                   | 25             | 2              | —              | —              | Atlantic        |
| 1972                                                                                     | Young, Gifted and Black                              | 11             | 2              | —              | Platinum       | Atlantic        |
| 1973                                                                                     | Hey Now Hey (The Other Side of the Sky)              | 30             | 2              | —              | —              | Atlantic        |
| 1974                                                                                     | Let Me in Your Life                                  | 14             | 1              | —              | —              | Atlantic        |
| 1974                                                                                     | With Everything I Feel in Me                         | 57             | 6              | —              | —              | Atlantic        |
| 1975                                                                                     | You                                                  | 83             | 9              | —              | —              | Atlantic        |
| 1976                                                                                     | Sparkle                                              | 18             | 1              | —              | Guld           | Atlantic        |
| 1977                                                                                     | Sweet Passion                                        | 49             | 6              | —              | —              | Atlantic        |
| 1978                                                                                     | Almighty Fire                                        | 63             | 12             | —              | —              | Atlantic        |
| 1979                                                                                     | La Diva                                              | 146            | 25             | —              | —              | Atlantic        |
| 1980                                                                                     | Aretha                                               | 47             | 6              | —              | —              | Arista          |
| 1981                                                                                     | Love All the Hurt Away                               | 36             | 4              | —              | —              | Arista          |
| 1982                                                                                     | Jump to It                                           | 23             | 1              | —              | Guld           | Arista          |
| 1983                                                                                     | Get It Right                                         | 36             | 4              | —              | —              | Arista          |
| 1985                                                                                     | Who's Zoomin' Who?                                   | 13             | 3              | 49             | Platinum       | Arista          |
| 1986                                                                                     | Aretha                                               | 32             | 7              | 51             | Guld           | Arista          |
| 1989                                                                                     | Through the Storm                                    | 55             | 21             | 46             | —              | Arista          |
| 1991                                                                                     | What You See Is What You Sweat                       | 153            | 28             | —              | —              | Arista          |
| 1998                                                                                     | A Rose Is Still a Rose                               | 30             | 7              | —              | Guld           | Arista          |
| 2003                                                                                     | So Damn Happy                                        | 33             | 11             | —              | —              | Arista          |
| 2008                                                                                     | This Christmas, Aretha                               | 102            | —              | —              | —              | DMI             |
| 2011                                                                                     | Aretha: A Woman Falling Out of Love                  | 54             | 15             | —              | —              | Aretha          |
| 2014                                                                                     | Aretha Franklin Sings the Great Diva Classics        | 13             | 3              | 32             |                | RCA             |
| 2017                                                                                     | A Brand New Me                                       | —              | —              | —              | —              | Rhino, Atlantic |
| "—" betyder att albumet inte lyckades komma in på en lista och/eller inte certifierades. |                                                      |                |                |                |                |                 |

### Soundtrackalbum
| 1976                                             | Sparkle | 18 | 1 | Guld | Atlantic |
| "—" betyder att albumet inte kom in på en lista. |         |    |   |      |          |

### Samlingsalbum
| År                                                                   | Album                                                    | Listpositioner | Listpositioner | Listpositioner | US certifikat | Skivbolag     |
| År                                                                   | Album                                                    | US             | US R&B         | UK             | US certifikat | Skivbolag     |
| -------------------------------------------------------------------- | -------------------------------------------------------- | -------------- | -------------- | -------------- | ------------- | ------------- |
| 1967                                                                 | Aretha Franklin's Greatest Hits                          | 94             | 10             | —              | —             | Columbia      |
| 1969                                                                 | Aretha's Guld                                            | 18             | 1              | —              | —             | Atlantic      |
| 1970                                                                 | Sweet Bitter Love                                        | —              | —              | —              | —             | Columbia      |
| 1971                                                                 | Aretha's Greatest Hits                                   | 19             | 3              | —              | —             | Atlantic      |
| 1972                                                                 | In the Beginning: The World of Aretha Franklin 1960-1967 | 160            | —              | —              | —             | Columbia      |
| 1976                                                                 | Aretha After Hours                                       | —              | —              | —              | —             | Columbia      |
| 1976                                                                 | Ten Years of Guld                                        | 135            | 29             | —              | —             | Atlantic      |
| 1980                                                                 | Aretha Sings the Blues                                   | —              | —              | —              | —             | Columbia      |
| 1981                                                                 | The Legendary Queen of Soul                              | 209            | —              | —              | —             | Columbia      |
| 1984                                                                 | Aretha's Jazz                                            | —              | —              | —              | —             | Atlantic (UK) |
| 1985                                                                 | 30 Greatest Hits                                         | —              | —              | —              | —             | Atlantic      |
| 1986                                                                 | The First Lady of Soul                                   | —              | —              | 89             | —             | Stylus        |
| 1992                                                                 | Jazz to Soul                                             | —              | —              | —              | —             | Columbia      |
| 1992                                                                 | Queen of Soul: The Atlantic Recordings                   | —              | 99             | —              | —             | Rhino         |
| 1993                                                                 | Chain of Fools                                           | —              | —              | —              | —             | Rhino         |
| 1994                                                                 | Greatest Hits (1980–1994)                                | 85             | 23             | 27             | Platinum      | Arista        |
| 1994                                                                 | The Very Best of Aretha Franklin, Vol. 1 (The 60's)      | —              | —              | —              | Platinum      | Rhino         |
| 1994                                                                 | The Very Best of Aretha Franklin, Vol. 2 (The 70's)      | —              | —              | —              | —             | Rhino         |
| 1994                                                                 | Queen of Soul: The Very Best of Aretha Franklin          | —              | —              | 20             | —             | Rhino         |
| 1996                                                                 | Sings Standards                                          | —              | —              | —              | —             | Sony Music    |
| 1997                                                                 | The Early Years                                          | —              | —              | —              | —             | Legacy        |
| 1997                                                                 | A Natural Woman & Other Hits                             | —              | —              | —              | —             | Rhino         |
| 1997                                                                 | Respect & Other Hits                                     | —              | —              | —              | Guld          | Rhino         |
| 1998                                                                 | The Delta Meets Detroit: Aretha's Blues                  | —              | —              | —              | —             | Rhino         |
| 1998                                                                 | Spanish Harlem                                           | —              | —              | —              | —             | Rhino         |
| 1998                                                                 | Think & Other Hits                                       | —              | —              | —              | —             | Rhino         |
| 1998                                                                 | This Is Jazz, Vol. 34                                    | —              | —              | —              | —             | Sony Music    |
| 1998                                                                 | Greatest Hits                                            | —              | —              | 38             | —             | Global TV     |
| 2001                                                                 | Love Songs                                               | —              | —              | —              | —             | Sony Music    |
| 2001                                                                 | Aretha's Best                                            | —              | —              | —              | —             | Rhino         |
| 2002                                                                 | Respect: The Very Best of Aretha Franklin                | —              | —              | 15             | —             | Warner Music  |
| 2002                                                                 | Queen in Waiting: The Columbia Years 1960-1965           | —              | —              | —              | —             | Legacy        |
| 2003                                                                 | Platinum & Guld Collection                               | —              | —              | —              | —             | Arista        |
| 2007                                                                 | Rare & Unreleased Recordings from the Gulden Reign       | —              | 87             | —              | —             | Atlantic      |
| 2007                                                                 | Jewels in the Crown: All-Star Duets with the Queen       | 54             | 7              | —              | —             | Arista        |
| 2010                                                                 | The Very Best of Aretha Franklin                         | —              | —              | 59             | —             | Rhino         |
| "—" betyder att albumet inte kom in på en lista eller certifierades. |                                                          |                |                |                |               |               |

### Livealbum
| 1965                                                                 | Yeah!!! Aretha Franklin in Person with Her Quartet | 101 | 8  | —           | Columbia |
| 1968                                                                 | Aretha in Paris                                    | 13  | 2  | —           | Atlantic |
| 1971                                                                 | Aretha Live at Fillmore West                       | 7   | 1  | Guld        | Atlantic |
| 1972                                                                 | Amazing Grace                                      | 7   | 2  | 2× Platinum | Atlantic |
| 1987                                                                 | One Lord, One Faith, One Baptism                   | 106 | 25 | —           | Arista   |
| 2005                                                                 | Don't Fight the Feeling (med King Curtis)          | —   | —  | —           | Rhino    |
| 2007                                                                 | Oh Me Oh My: Aretha Live in Philly, 1972           | —   | —  | —           | Rhino    |
| "—" betyder att albumet inte kom in på en lista eller certifierades. |                                                    |     |    |             |          |

## Singlar

### JVB-eran (1956-1959)
| 1956                                            | "Never Grow Old" 1        | — | — |
| 1959                                            | "Precious Lord (Del 1)" 2 | — | — |
| "—" betyder att singeln inte kom in på en lista |                           |   |   |

- 1 "Never Grow Old" återutgavs av Checker Records 1957, 1968 och 1973.

- 2 "Precious Lord (Del 1)" återutgavs av Checker Records 1960 och 1967.

### Columbia-eran (1960-1966)
| 1960                                            | "Today I Sing the Blues"                                    | —   | 10 | —  |
| 1961                                            | "Won't Be Long"                                             | 76  | 7  | —  |
| 1961                                            | "Are You Sure"                                              | —   | —  | —  |
| 1961                                            | "Operation Heartbreak" (A-sida)                             | —   | 6  | —  |
| 1961                                            | "Rock-a-Bye Your Baby with a Dixie Melody" (B-sida)         | 37  | —  | —  |
| 1962                                            | "I Surrender, Dear" (A-sida)                                | 87  | —  | —  |
| 1962                                            | "Rough Lover" (B-sida)                                      | 94  | —  | —  |
| 1962                                            | "Don't Cry, Baby"                                           | 92  | —  | —  |
| 1962                                            | "Just for a Thrill" (A-sida)                                | 111 | —  | —  |
| 1962                                            | "Try a Little Tenderness" (B-sida)                          | 100 | —  | —  |
| 1962                                            | "Trouble in Mind"                                           | 86  | —  | —  |
| 1963                                            | "Here's Where I Came In (Here's Where I Walk Out)" (A-sida) | 125 | —  | —  |
| 1963                                            | "Say It Isn't So" (B-sida)                                  | 113 | —  | —  |
| 1963                                            | "Skylark"                                                   | —   | —  | —  |
| 1963                                            | "Kissin' by the Mistletoe"                                  | —   | —  | —  |
| 1964                                            | "Soulville"                                                 | 121 | —  | —  |
| 1964                                            | "Runnin' Out of Fools"                                      | 57  | 30 | —  |
| 1964                                            | "The Christmas Song (Chestnuts Roasting on an Open Fire)"   | —   | —  | —  |
| 1965                                            | "Can't You Just See Me"                                     | 96  | —  | —  |
| 1965                                            | "One Step Ahead"                                            | 119 | 18 | —  |
| 1965                                            | "(No, No) I'm Losing You"                                   | 114 | —  | 34 |
| 1965                                            | "You Made Me Love You"                                      | 109 | —  | 32 |
| 1966                                            | "Tighten Up Your Tie, Button Up Your Jacket"                | —   | —  | —  |
| 1966                                            | "Until You Were Gone"                                       | —   | —  | —  |
| 1966                                            | "Cry Like a Baby"                                           | 113 | 27 | —  |
| "—" betyder att singeln inte kom in på en lista |                                                             |     |    |    |

Följande singlar släpptes eller återsläpptes efter att Franklin lämnade Columbia.
| 1967                                            | "Lee Cross                            | —   | 31 |
| 1967                                            | "Take a Look"                         | 56  | 28 |
| 1967                                            | "Mockingbird"                         | 94  | —  |
| 1968                                            | "Soulville" (återutgåva)              | 83  | —  |
| 1969                                            | "Jim"                                 | —   | —  |
| 1969                                            | "Today I Sing the Blues" (återutgåva) | 101 | —  |
| "—" betyder att singeln inte kom in på en lista |                                       |     |    |

### Atlantic-eran (1967-1979)
| År                                              | Singel                                                 | Listpositioner | Listpositioner | Listpositioner | Listpositioner | US certifikat |
| År                                              | Singel                                                 | US             | US R&B         | US A/C         | UK             | US certifikat |
| ----------------------------------------------- | ------------------------------------------------------ | -------------- | -------------- | -------------- | -------------- | ------------- |
| 1967                                            | "I Never Loved a Man (The Way I Love You)" (A-sida)    | 9              | 1              | —              | —              | Guld          |
| 1967                                            | "Do Right Woman-Do Right Man" (B-Sida)                 | —              | 37             | —              | —              | —             |
| 1967                                            | "Respect"                                              | 1              | 1              | —              | 10             | Guld          |
| 1967                                            | "Baby I Love You"                                      | 4              | 1              | —              | 39             | Guld          |
| 1967                                            | "(You Make Me Feel Like) A Natural Woman"              | 8              | 2              | —              | —              | —             |
| 1967                                            | "Chain of Fools"                                       | 2              | 1              | —              | 43             | Guld          |
| 1968                                            | "Satisfaction"                                         | —              | —              | —              | 37             | —             |
| 1968                                            | "(Sweet Sweet Baby) Since You've Been Gone" (A-sida)   | 5              | 1              | —              | 47             | Guld          |
| 1968                                            | "Ain't No Way" (B-sida)                                | 16             | 9              | —              | —              | —             |
| 1968                                            | "Think" (A-sida)                                       | 7              | 1              | —              | 26             | Guld          |
| 1968                                            | "You Send Me" (B-sida)                                 | 56             | 28             | —              | —              | —             |
| 1968                                            | "The House That Jack Built" (A-sida)                   | 6              | 2              | —              | —              | —             |
| 1968                                            | "I Say a Little Prayer" (B-sida)                       | 10             | 3              | —              | 4              | Guld          |
| 1968                                            | "See Saw" (A-sida)                                     | 14             | 9              | —              | —              | Guld          |
| 1968                                            | "My Song" (B-sida)                                     | 31             | 10             | —              | —              | —             |
| 1969                                            | "The Weight" (A-sida)                                  | 19             | 3              | —              | —              | —             |
| 1969                                            | "Tracks of My Tears" (B-sida)                          | 71             | 21             | —              | —              | —             |
| 1969                                            | "I Can't See Myself Leaving You" (A-sida)              | 28             | 3              | —              | —              | —             |
| 1969                                            | "Gentle on My Mind" (B-sida)                           | 76             | 50             | —              | —              | —             |
| 1969                                            | "Share Your Love with Me"                              | 13             | 1              | —              | —              | —             |
| 1969                                            | "Eleanor Rigby"                                        | 17             | 5              | —              | —              | —             |
| 1970                                            | "Call Me" (A-sida)                                     | 13             | 1              | —              | —              | —             |
| 1970                                            | "Son of a Preacher Man" (B-sida)                       | 13             | —              | —              | —              | —             |
| 1970                                            | "Spirit in the Dark" (med The Dixie Flyers) (A-sida)   | 23             | 3              | —              | —              | —             |
| 1970                                            | "The Thrill Is Gone" (med The Dixie Flyers) (B-sida)   | —              | 3              | —              | —              | —             |
| 1970                                            | "Don't Play That Song" (med The Dixie Flyers)          | 11             | 1              | —              | 13             | Guld          |
| 1970                                            | "Border Song (Holy Moses)" (A-sida)                    | 37             | 5              | —              | —              | —             |
| 1970                                            | "You and Me" (med The Dixie Flyers) (B-sida)           | 37             | 5              | —              | —              | —             |
| 1971                                            | "You're All I Need to Get By"                          | 19             | 3              | —              | —              | —             |
| 1971                                            | "Bridge Over Troubled Water" (A-side)                  | 6              | 1              | 40             | —              | Guld          |
| 1971                                            | "A Brand New Me (B-sida)                               | 6              | 1              | —              | —              | —             |
| 1971                                            | "Spanish Harlem"                                       | 2              | 1              | 6              | 14             | Guld          |
| 1971                                            | "Rock Steady" (A-sida)                                 | 9              | 2              | —              | —              | Guld          |
| 1972                                            | "Oh Me Oh My (I'm a Fool for You Baby)" (B-sida)       | 73             | 9              | —              | —              | —             |
| 1972                                            | "Day Dreaming"                                         | 5              | 1              | 11             | —              | Guld          |
| 1972                                            | "All the King's Horses" (A-sida)                       | 26             | 7              | —              | —              | —             |
| 1972                                            | "April Fools" (B-sida)                                 | —              | 7              | —              | —              | —             |
| 1972                                            | "Wholy Holy"                                           | 81             | 49             | —              | —              | —             |
| 1973                                            | "Master of Eyes (The Deepness of Your Eyes)"           | 33             | 8              | —              | —              | —             |
| 1973                                            | "Angel"                                                | 20             | 1              | 44             | 37             | —             |
| 1973                                            | "Until You Come Back to Me (That's What I'm Gonna Do)" | 3              | 1              | 33             | 26             | Guld          |
| 1974                                            | "I'm in Love"                                          | 19             | 1              | —              | —              | —             |
| 1974                                            | "Ain't Nothing Like the Real Thing"                    | 47             | 6              | —              | —              | —             |
| 1974                                            | "Without You"                                          | 45             | 6              | —              | —              | —             |
| 1975                                            | "With Everything I Feel in Me"                         | —              | 20             | —              | —              | —             |
| 1975                                            | "Mr. D.J. (5 for the D.J.)"                            | 53             | 13             | —              | —              | —             |
| 1976                                            | "You"                                                  | —              | 15             | —              | —              | —             |
| 1976                                            | "Something He Can Feel"                                | 28             | 1              | —              | —              | —             |
| 1976                                            | "Jump" (A-sida)                                        | 72             | 17             | —              | —              | —             |
| 1976                                            | "Hooked on Your Love" (B-sida)                         | —              | 17             | —              | —              | —             |
| 1977                                            | "Look into Your Heart"                                 | 82             | 10             | —              | —              | —             |
| 1977                                            | "Break It to Me Gently"                                | 85             | 1              | —              | —              | —             |
| 1977                                            | "When I Think About You"                               | —              | 16             | —              | —              | —             |
| 1978                                            | "Almighty Fire (Woman of the Future)"                  | 103            | 12             | —              | —              | —             |
| 1978                                            | "More Than Just a Joy"                                 | —              | 51             | —              | —              | —             |
| 1979                                            | "Ladies Only"                                          | —              | 33             | —              | —              | —             |
| 1979                                            | "Half a Love"                                          | —              | 65             | —              | —              | —             |
| "—" betyder att singeln inte kom in på en lista |                                                        |                |                |                |                |               |

### Arista-eran (1980-2007)
| År                                              | Singel                                                               | Listpositioner | Listpositioner | Listpositioner | Listpositioner | Listpositioner | US certifikat |
| År                                              | Singel                                                               | US             | US R&B         | US A/C         | US Dance       | UK             | US certifikat |
| ----------------------------------------------- | -------------------------------------------------------------------- | -------------- | -------------- | -------------- | -------------- | -------------- | ------------- |
| 1980                                            | "United Together"                                                    | 56             | 3              | —              | —              | —              | —             |
| 1981                                            | "What a Fool Believes"                                               | —              | 17             | —              | 39             | 46             | —             |
| 1981                                            | "Come to Me"                                                         | 84             | 39             | —              | —              | —              | —             |
| 1981                                            | "Love All the Hurt Away" (med George Benson)                         | 46             | 6              | —              | 49             | —              | —             |
| 1981                                            | "It's My Turn"                                                       | —              | 29             | —              | —              | —              | —             |
| 1982                                            | "Livin' in the Streets"                                              | —              | —              | —              | —              | —              | —             |
| 1982                                            | "Jump to It"                                                         | 24             | 1              | —              | 4              | 42             | —             |
| 1982                                            | "Love Me Right"                                                      | —              | 22             | —              | —              | —              | —             |
| 1983                                            | "This Is for Real"                                                   | —              | 63             | —              | —              | —              | —             |
| 1983                                            | "Get It Right"                                                       | 61             | 1              | —              | 9              | 74             | —             |
| 1983                                            | "Every Girl (Wants My Guy)                                           | —              | 7              | —              | —              | —              | —             |
| 1985                                            | "Freeway of Love"                                                    | 3              | 1              | 11             | 1              | 68             | —             |
| 1985                                            | "Who's Zoomin' Who"                                                  | 7              | 2              | 10             | 1              | 11             | —             |
| 1985                                            | "Sisters Are Doin' It for Themselves" (med Eurythmics)               | 18             | 66             | —              | 10             | 9              | —             |
| 1986                                            | "Another Night"                                                      | 22             | 9              | 21             | 4              | 54             | —             |
| 1986                                            | "Freeway of Love" (återutgåva)                                       | —              | —              | —              | —              | 53             | —             |
| 1986                                            | "Ain't Nobody Ever Loved You"                                        | —              | 30             | —              | 9              | 78             | —             |
| 1986                                            | "Jumpin' Jack Flash"                                                 | 21             | 20             | —              | —              | 58             | —             |
| 1986                                            | "Jimmy Lee"                                                          | 28             | 2              | 17             | 19             | 46             | —             |
| 1987                                            | "I Knew You Were Waiting (For Me)" (med George Michael)              | 1              | 5              | 2              | 12             | 1              | —             |
| 1987                                            | "Rock-A-Lott                                                         | 82             | 25             | —              | 4              | 84             | —             |
| 1987                                            | "If You Need My Love Tonight" (med Larry Graham)                     | —              | 88             | —              | —              | —              | —             |
| 1988                                            | "Oh Happy Day"                                                       | —              | —              | —              | —              | —              | —             |
| 1988                                            | "If Ever a Love There Was" (med Four Tops)                           | —              | 31             | 26             | —              | —              | —             |
| 1989                                            | "Through the Storm" (med Elton John)                                 | 16             | 17             | 3              | —              | 41             | —             |
| 1989                                            | "It Isn't, It Wasn't, It Ain't Never Gonna Be" (med Whitney Houston) | 41             | 5              | —              | 18             | 29             | —             |
| 1989                                            | "Gimme Your Love" (med James Brown)                                  | —              | 48             | —              | —              | 79             | —             |
| 1991                                            | "Everyday People"                                                    | —              | 13             | —              | 33             | 69             | —             |
| 1991                                            | "Someone Else's Eyes"                                                | —              | 53             | —              | —              | —              | —             |
| 1991                                            | "What You See Is What You Sweat"                                     | —              | —              | —              | —              | —              | —             |
| 1992                                            | "Ever Changing Times (med Michael McDonald)                          | —              | 19             | 11             | —              | —              | —             |
| 1992                                            | "Someday We'll All Be Free"                                          | —              | —              | —              | —              | —              | —             |
| 1994                                            | "A Deeper Love"                                                      | 63             | 30             | —              | 1              | 5              | —             |
| 1994                                            | "Willing to Forgive"                                                 | 26             | 5              | 22             | —              | 17             | —             |
| 1994                                            | "Jump to It" (CJ's Master Mix)                                       | —              | —              | —              | 18             | —              | —             |
| 1994                                            | "Honey"                                                              | 114            | 30             | —              | —              | —              | —             |
| 1996                                            | "It Hurts Like Hell"                                                 | 116            | 51             | —              | —              | —              | —             |
| 1998                                            | "A Rose Is Still a Rose"                                             | 26             | 5              | —              | 1              | 22             | Guld          |
| 1998                                            | "Here We Go Again"                                                   | 76             | 24             | —              | 1              | 68             | —             |
| 1998                                            | "In Case You Forgot"                                                 | —              | —              | —              | —              | —              | —             |
| 2003                                            | "The Only Thing Missin'"                                             | —              | 53             | —              | 7              | —              | —             |
| 2003                                            | "Wonderful"                                                          | —              | 46             | —              | —              | —              | —             |
| 2007                                            | "Put You Up on Game" (med Fantasia)                                  | —              | 41             | —              | —              | —              | —             |
| "—" betyder att singeln inte kom in på en lista |                                                                      |                |                |                |                |                |               |

## Not
- USA:s listpositioner från under #100 samlades från Billboards listor Bubbling Under Hot 100 Singles och Bubbling Under R&B/Hip-Hop Singles.